# Hiltl (Restaurant)

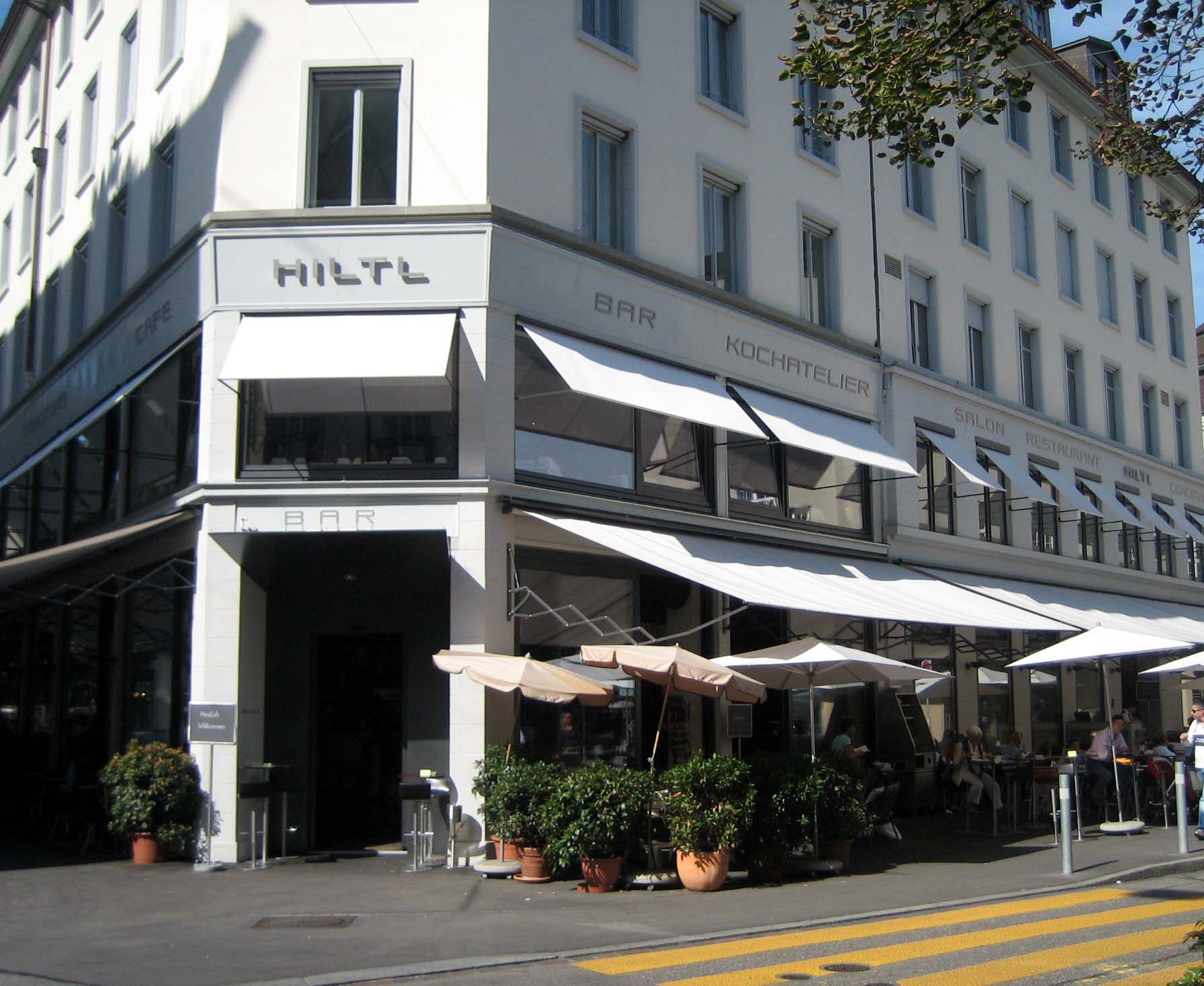
Restaurant Hiltl an der Sihlstrasse in Zürich

Das Haus Hiltl in Zürich ist gemäss Guinness World Records das älteste vegetarische Restaurant der Welt. Es ist in Familienbesitz und wird – seit 2005 als Aktiengesellschaft – vom Urenkel des Gründers, Rolf Hiltl, zusammen mit seiner Frau Marielle Hiltl, geführt. Die Zürcher nannten es früher oft nur Vegi.

## Geschichte

### «Wurzelbunker»
1897 gründeten einige deutsche Einwanderer die «Vegetaria AG», die ein Jahr später das «Vegetarierheim und Abstinenz Café» am heutigen Standort an der Sihlstrasse in Zürich eröffnete. Das Lokal lief nicht gut, Vegetarier waren damals als «Grasfresser» verschrien. Einige Gäste sollen deshalb das spöttisch auch «Wurzelbunker» genannte Lokal nur durch die Hintertüre betreten haben.
Ebenfalls 1897 kam der deutsche Schneidergeselle Ambrosius Hiltl nach Zürich. 1901 erkrankte er schwer an Rheumatismus und konnte seinen Beruf nicht mehr ausüben. Er machte eine Kur in der neu eröffneten Klinik von Max Bircher-Benner, der seine Patienten mit vegetarischer rohkostreicher Diät kurierte. Hiltl beschäftigte sich mit der Lehre von Bircher-Benner, wurde Vegetarier und Stammgast im «Vegetarierheim» und durch die Diät von seiner Krankheit geheilt.
1903 war das «Vegetarierheim» in wirtschaftlichen Schwierigkeiten und Ambrosius Hiltl übernahm die Stelle des Geschäftsführers.
Die damalige Speisekarte bot beispielsweise an:
- Champignonsuppe, 13 Rappen
- Gemischter Salat, 20 Rappen
- Kartoffelklösse mit Zwiebelsauce und brauner Butter, 35 Rappen
- Apfelstrudel, 25 Rappen

Die Tagesumsätze des Restaurants stiegen auf 35 Franken, 1904 heiratete Ambrosius Hiltl die «Vegetaria»-Köchin Martha Gneupel und übernahm die Vegetaria AG. 1907 kaufte er die Liegenschaft und wurde mit seiner Familie Bürger von Zürich. Sein Restaurant führte er sozial und technisch auf dem jeweils neuesten Stand. Bereits 1907 hatte sein Personal einen freien Nachmittag pro Woche.
1931 wurde das Hiltl umgebaut und erweitert zum ersten Restaurant in Zürich mit vollelektrischer Restaurantküche; der Restaurationsraum wurde mit Originalen der Schweizer Künstler Ferdinand Hodler, Cuno Amiet, E. Buchmann und Ignaz Epper geschmückt.

### Indische Küche
Als Ambrosius Hiltl altershalber zurücktrat, übernahmen dessen Söhne Leonhard als Geschäftsführer und Walter als Küchenchef den Betrieb. Wesentlichen Einfluss auf die Entwicklung des Restaurants hatte Leonhards Frau Margrith Hiltl. Sie nahm 1951 als Schweizer Delegierte an einem Vegetarierkongress in Neu-Delhi teil und benutzte die Gelegenheit, um die indische Küche zu studieren. Diese wurde dann im Restaurant so erfolgreich eingeführt, dass der damalige indische Premierminister Morarji Desai bei einem Besuch in der Schweiz bei Hiltl dinierte und die Swissair bei Hiltl indische Gerichte bestellte. Bis heute ist das indische Buffet ein Markenzeichen von Hiltl. Und auch heute noch sind bei der Swiss die vegetarischen Menus auf interkontinentalen Flügen ab der Schweiz von Hiltl.

### Bistro und Restaurant
1959 stieg Enkel Heinz Hiltl (1937–2001) in den Betrieb ein, um die Mutter nach dem frühen Tod seines Vaters zu entlasten. 1967 konnte er mit seinem 90-jährigen Grossvater das 70-jährige Bestehen des Hiltl feiern. Unter der Leitung von Heinz Hiltl wurde weiter modernisiert. 1973 kam es zu einem Umbau: im unteren Stockwerk entstand ein Bistro mit kleineren Gerichten und Take-out. Im ersten Stock wurde weiterhin das Restaurant geführt, das sich jetzt Hiltl Vegi nannte. Unterdessen war das Hiltl ein etablierter Bestandteil der Zürcher Gastronomieszene geworden; Heinz Hiltl war jahrelanger Präsident des Zürcher Wirteverbands.

## Gegenwart
1993 stieg Urenkel Rolf Hiltl (* 1965) ins Geschäft ein. Hiltl strich das Wort «Vegi» wieder aus dem Geschäftsnamen, verlängerte die Öffnungszeiten und bot auch eine Weinkarte an. Die Online-Reservation über die Internet-Seite wurde in der Fachpresse besprochen.
Beim 100-Jahr-Jubiläum 1998 übergab Heinz Hiltl das Restaurant an seinen Sohn Rolf. Bei 1200 Besuchern täglich überstieg der Umsatz des Restaurants 1998 erstmals 10 Millionen Franken. Im gleichen Jahr erschien das erste Buch von Rolf Hiltl: Vegetarisch nach Lust und Laune mit Rezepten des Restaurants, das auf Französisch und Englisch übersetzt wurde und 2013 seine 14. Auflage erlebte. Zum 111-Jahr-Jubiläum erschien das zweite Buch von Rolf Hiltl, Hiltl. Vegetarisch. Die Welt zu Gast. Das dritte Kochbuch, Globi kocht vegi, von 2011 ist insbesondere für Kinder gedacht.
Ein weiterer Umbau 2006 in Zusammenarbeit mit Jelmoli Immobilien, mit der man sich die Blockrandbebauung teilt, brachte eine erneute Erweiterung. Während der über einjährigen Umbauzeit richtete sich das Hiltl in der «Alten Börse» am Bleicherweg ein. Im März 2007 wurde das Stammhaus an der Sihlstrasse wiedereröffnet – mit einem Imbissstand, einer Bar und einem vegetarischen Kochstudio. Der Umbau mit einer Stahl-Glas-Konstruktion in einem teilweise denkmalgeschützten Gebäude war auch wegen seiner architektonischen Besonderheiten ein Thema.
Heute bietet das Haus Hiltl grosses Buffet, bedientes Restaurant, Selfservice, Take Away, Bar-Lounge, Club, Kochatelier und Seminarräume. Ausserhalb des Restaurants werden die Speisen als Catering in Event-Locations oder an mehreren Take-away-Standorten angeboten. Hiltl beschäftigt im Stammhaus und an weiteren Orten in Zürich rund 250 Mitarbeitende aus mehr als 50 Nationen. Auf Trinkhalme aus Kunststoff wird seit 2018 bewusst verzichtet. Im November 2013 eröffnete Hiltl in der Nähe des Stammhauses einen Laden mit vegetarischen und veganen Produkten und somit die erste «vegetarische Metzgerei» der Schweiz.

## Tibits

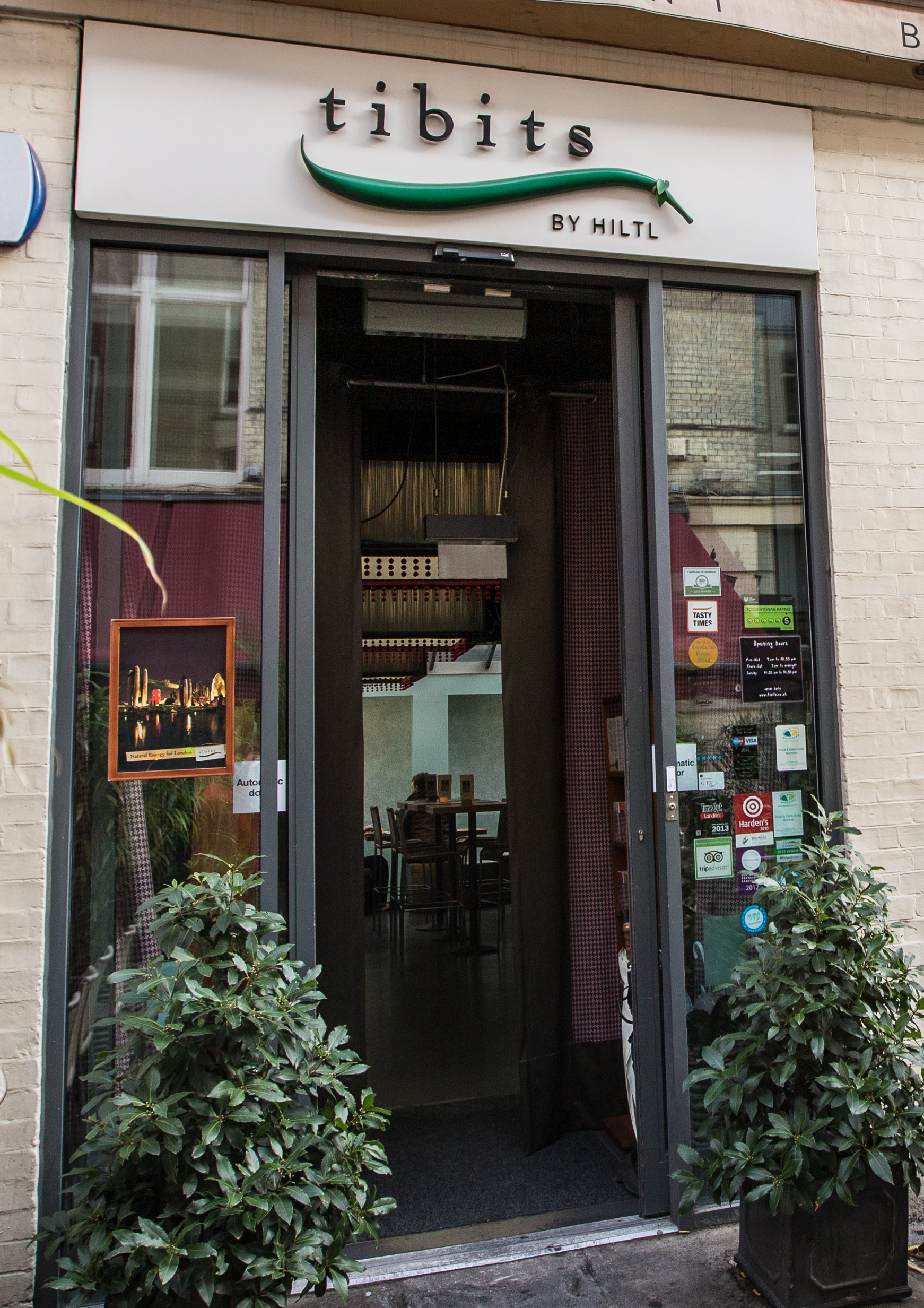

tibits, abgeleitet aus dem englischen tidbits = Leckerbissen, ist ein vegetarisches Restaurant mit Standorten in Aarau, Basel, Bern, Lausanne, Luzern, St. Gallen, Winterthur, Zug und Zürich. Von 2019 bis im Juni 2025 wurde ein weiterer Standort im Alnatura Campus in Darmstadt betrieben. Die tibits ag hat ihren Sitz in Zürich. Die Eigentümer von Hiltl sind daran mit 50 % beteiligt.
Die drei Brüder Reto, Christian und Daniel Frei nahmen 1998 mit der Idee, vegetarische Fast-Food-Restaurants aufzubauen, am Businessplan-Wettbewerb Venture der ETH Zürich und der Unternehmensberatung McKinsey teil. Ihr Plan überzeugte die Jury und das Konzept wurde zweimal prämiert. Für die Umsetzung wurden Rolf und Marille Hiltl gewonnen. Die beiden Familien-Unternehmen Hiltl und tibits arbeiten operativ eigenständig.
Alle Brote und Patisserie sowie alle tierischen Erzeugnisse wie Milchprodukte, Käse und Freiland-Eier haben Bio-Qualität.
Überschüssige Lebensmittel werden am Schluss des Tages über die App Too Good To Go (seit 2019 in allen Tibits-Restaurants in der Schweiz) angeboten.

## planted.bistro by Hiltl
Am 21. Juni 2021 hat Planted in Kooperation mit Hiltl auf dem ehemaligen Maggi-Areal in Kemptthal ein rein veganes Restaurant eröffnet.